# Filippo Artico
Filippo Artico (Ceneda, 16 febbraio 1798 – Roma, 21 dicembre 1859) è stato un vescovo cattolico italiano, principe della Chiesa di Asti. È stato vescovo di Asti tra il 1840 ed il 1858. Il 7 febbraio 1858 rinunciò all'incarico episcopale in seguito ad accuse dalle quali venne poi totalmente scagionato. Morì a Roma il 21 dicembre 1859. Venne eletto vescovo di Asti nel concistoro del 14 dicembre 1840 e fu consacrato il 27 dicembre 1840.

## Biografia

### Origine e studi

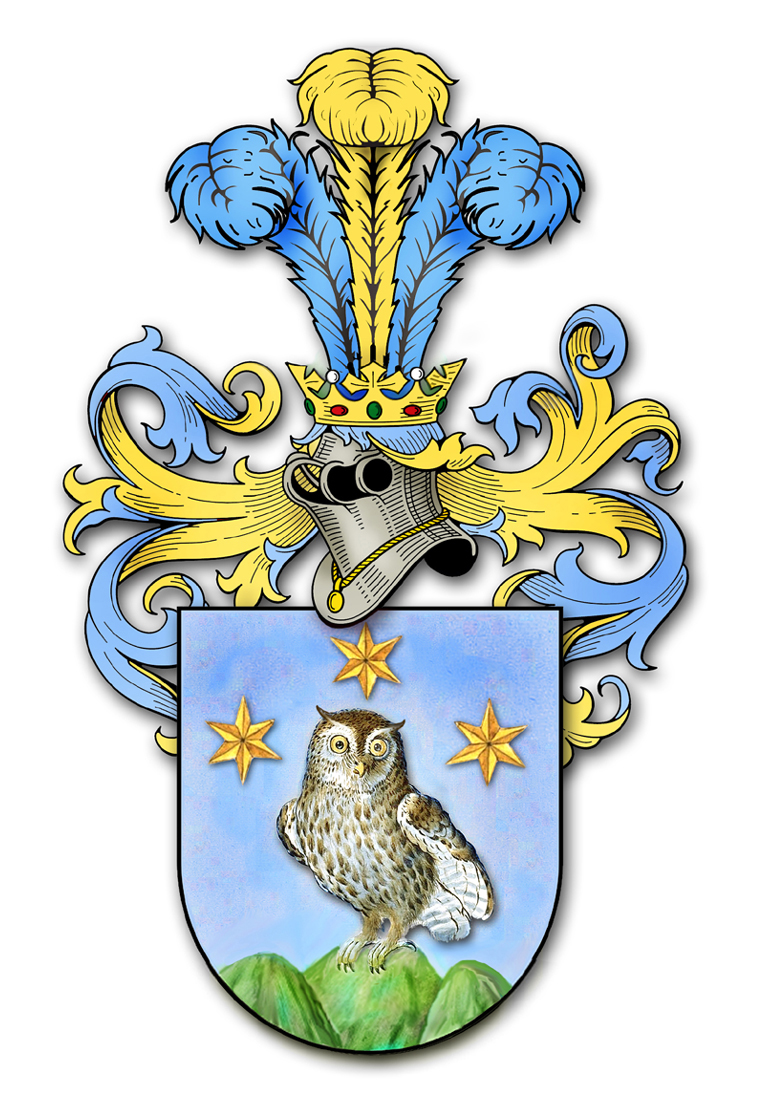
Stemma della famiglia Artico da Ceneda.

Filippo Artico nacque a Ceneda, un sobborgo dell'attuale Vittorio Veneto, in provincia di Treviso. A quel tempo il comune era sotto l'Impero austro-ungarico e solamente dopo l'annessione al Regno d'Italia, venne unito a Serravalle per la costituzione di Vittorio Veneto.
Rimasto orfano di padre, venne seguito dal vescovo di Ceneda monsignor Falier che lo inviò all'università. Ordinato sacerdote, insegnò filosofia, teologia ed eloquenza nel seminario e venne nominato canonico teologo.
Era un uomo molto colto e buon poeta, amico di Cesare Balbo e Silvio Pellico.
Per la sua brillante oratoria venne ascoltato ai quaresimali di Milano, Vienna, Venezia, Bologna, Roma e Torino.
A Torino, impressionò favorevolmente Carlo Alberto di Savoia, che lo raccomandò personalmente per la cattedra di Asti.

### Un "austriaco" sulla cattedra di Asti
Quando nel 1841 Filippo Artico, all'età di 43 anni giunse ad Asti, Ceneda e il Triveneto facevano ancora parte dell'Impero austriaco.
L'amore del vescovo per la cultura e l'istruzione, fecero sì che dirigesse principalmente i propri sforzi al seminario e al miglioramento dell'istruzione clericale.
Nel 1841, promosse la nascita di un piccolo seminario a Camerano Casasco, acquistando il castello di Camerano dalla famiglia Balbo e ampliò il piano di studi clericale con tre anni di Grammatica (corrispondente all'attuale media inferiore) e un anno di Retorica (l'attuale quarta e quinta ginnasio).
Nel castello di Camerano soggiornò anche molte volte il Pellico che tra il 1832 e 1833 ricevette alcune visite da Giovanni Bosco.
In Piemonte il vescovo Artico allargò la cerchia dei rapporti con letterati e uomini di cultura. Oltre ai rapporti con Cesare Balbo e Silvio Pellico, esistono anche carteggi epistolari con Vincenzo Gioberti.

## Il vescovo accusato ed esiliato
(Silvio Pellico, 15 febbraio 1847)

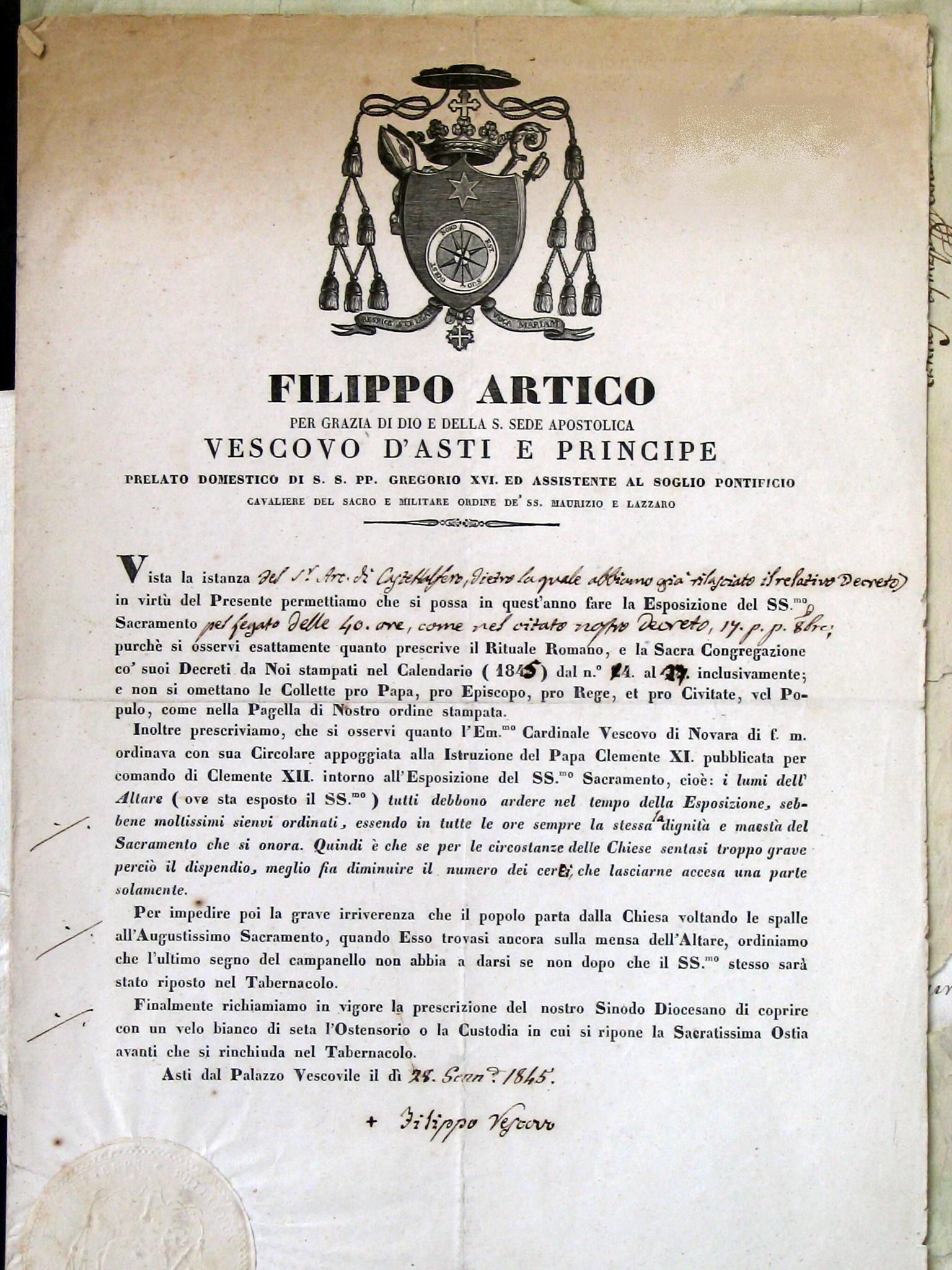
Documento firmato di Filippo Artico

Nel 1847, pervennero alla Segreteria di Stato degli Interni a Torino, due lettere che accusavano il vescovo Artico di sodomia nei confronti di un chierico, Giuseppe Riccio di Baldichieri, affetto da tisi e in gravi condizioni di salute.
La prima lettera era firmata da uno sconosciuto, ma la seconda recava la firma dello zio del chierico.
Il vescovo venne deferito alla Magistratura del Regno e sottoposto a un'inchiesta da parte del Senato Regio.
Una delegazione del Supremo Magistrato si recò a Baldichieri nella notte tra il 19 e 20 giugno nella casa del sindaco Carlo Borgnini dove il chierico alloggiava.
Egli, malfermo di salute, scagionò completamente il vescovo, anzi elogiandolo, asserendo che lo zio in questione, analfabeta, era morto da più di tre anni.
Il clima di anticlericalismo che aleggiava in quegli anni fece sì che si sollevò un gran polverone: da una parte L'opinione, il giornale di Cavour continuò ad infamare il prelato e dall'altra i periodici clericali L'armonia e Fede e Patria, confutavano le accuse.
Questo portò anche un clima di contestazione in Asti: il sindaco Ignazio Berruti difendeva il vescovo, spalleggiato dal ministro Solaro della Margherita, per contro la stampa anticlericale considerandolo un "nemico del Risorgimento" asseriva che il processo era stato sospeso e insabbiato.
Il 28 settembre 1848, il periodico Fede e Patria, riportava che nella notte era stato sfregiato lo stemma vescovile sul portone d'ingresso del vescovado.
Il 27 settembre 1848, Carlo Alberto, per mitigare le contestazioni in città invita il vescovo nella sua residenza estiva a Racconigi ponendo al suo servizio l'astigiano Teofilo Barla, maestro pasticcere e confetturiere di Casa Savoia. Da lì il vescovo Artico decise di ritirarsi presso il castello di Camerano da cui continuò a governare.
Nel 29 luglio 1849 una missiva di 49 parroci della diocesi supplicava il vescovo Artico a rimanere alla guida della diocesi.
Nel 1850, 1853 e 1856, ogni volta che il vescovo decideva di rientrare in Asti, si sollevarono le proteste degli anticlericali con pubblicazioni o manifesti affissi per la città.

## La rinuncia
Il 16 ottobre la Giunta comunale si espresse negativamente al desiderio del vescovo di ritornare dal proprio esilio volontario e deliberarono che egli sarebbe potuto ritornare solo dopo l'abbandono della cattedra vescovile.
Nel novembre del 1857, il vescovo si recò a Torino dal ministro Urbano Rattazzi per smentire ogni accusa nei suoi confronti ma quando al suo ritorno giunse in Asti, il delegato Caratti di pubblica sicurezza gli intimò di tornare a Camerano.
Neanche la minaccia di Rattazzi di sopprimere la diocesi sortì gli effetti desiderati. Il vescovo il 7 febbraio 1858 rinunciò all'incarico dell'episcopato e partì per Roma dove trascorse gli ultimi due anni della sua vita presso il convento di San Gregorio sul Monte Celio.
La diocesi rimase sede vacante per un decennio fino all'elezione di Carlo Luigi Savio nel 1867.

## Genealogia episcopale
La genealogia episcopale è:
- Cardinale Scipione Rebiba
- Cardinale Giulio Antonio Santori
- Cardinale Girolamo Bernerio, O.P.
- Arcivescovo Galeazzo Sanvitale
- Cardinale Ludovico Ludovisi
- Cardinale Luigi Caetani
- Cardinale Ulderico Carpegna
- Cardinale Paluzzo Paluzzi Altieri degli Albertoni
- Papa Benedetto XIII
- Papa Benedetto XIV
- Papa Clemente XIII
- Cardinale Bernardino Giraud
- Cardinale Alessandro Mattei
- Cardinale Giacomo Giustiniani
- Vescovo Filippo Artico